# Генрих, Георг
Гео́рг Ге́нрих (нем. Georg Henrich; 9 сентября 1878, Майнц — 30 марта 1934, Швабах) — немецкий театральный и киноактёр начала XX века.

## Биография
С начала XX века выступал как театральный актёр. Начинал как актёр в Немецком театре под руководством Макса Рейнхардта в Берлине. С началом Первой мировой войны работал в Баварском государственном театре в Мюнхене, тогда же начал сниматься в немом кино. В последнее десятилетие своей жизни снялся в большом количестве кинокартин, но это были почти всегда роли второго плана. Обычно Генриху доверяли роли различных сановников, представителей имперской знати, директоров, настоятеля монастыря и тому подобные. В фильме 1929 года «Ватерлоо» исполнил роль канцлера Карла Августа фон Гарденберга. В 1932 году дебютировал в звуковом кино. Скоропостижно скончался 30 марта 1934 года. Был женат на оперной певице Ирене фон Фладунг.

## Фильмография
- 1918: Киана
- 1919:  Dr. Steffens seltsamster Fall[нем.]
- 1919: Die Gespensterfalle
- 1920: Чёрный мастер
- 1921: Der Brunnen des Wahnsinns
- 1923: Mutterherz[нем.]
- 1923: Der Weg zum Licht
- 1924: Восточные страсти
- 1925:  Женщины, которым не дано любить[англ.]
- 1925:  Der Schuß im Pavillon[нем.]
- 1927: Das Geheimnis von Genf[нем.]
- 1927: Die treue Nymphe
- 1928: Amor auf Ski[нем.]
- 1928: Hinter Klostermauern
- 1929: Ватерлоо[нем.]
- 1929: Der Eremit
- 1929: Когда снова зацветёт белая сирень[нем.]
- 1932: Крейсер «Эмден»[нем.]
- 1932: Человек, у которого есть сердце
- 1933: Стоит ли сразу разводиться?
- 1933: Состояние фройляйн Хоффман
- 1933: Туннель[нем.]
- 1933: Die weiße Majestät[2]